# Bokermannohyla langei
Bokermannohyla langei és una espècie de granota de la família dels hílids. Només es coneix que visqui a la seva localitat tipus al sud-est del Brasil, a Marumbi, a l'Estat de Paranà, a una altitud d'uns 500 metres (encara que possiblement habiti a qualsevol). No se sap res de l'espècie des que tres individus van ser capturats l'any 1953, tot i els esforços que s'han fet per retrobar-la.
Viu en boscos humits i està associada a rierols. Es desconeixen els seus hàbits de reproducció, encara que probablement ho fan a l'aigua.